# Powiat Kaposvár
Powiat Kaposvár (węg. Kaposvári járás) – jeden z jedenastu powiatów komitatu Somogy na Węgrzech. Jego powierzchnia wynosi 1041,14 km². W 2007 liczył 101 309 mieszkańców (gęstość zaludnienia 97 os./1 km²). Siedzibą władz jest miasto Kaposvár.

## Miejscowości powiatu Kaposvár
- Alsóbogát
- Baté
- Bodrog
- Bőszénfa
- Büssü
- Cserénfa
- Csoma
- Csombárd
- Ecseny
- Edde
- Felsőmocsolád
- Fonó
- Gadács
- Gálosfa
- Gölle
- Hajmás
- Hetes
- Igal
- Juta
- Kaposgyarmat
- Kaposhomok
- Kaposkeresztúr
- Kaposvár
- Kazsok
- Kercseliget
- Kisgyalán
- Magyaratád
- Magyaregres
- Mernye
- Mezőcsokonya
- Mosdós
- Nagyberki
- Orci
- Osztopán
- Patalom
- Polány
- Ráksi
- Sántos
- Simonfa
- Somodor
- Somogyaszaló
- Somogygeszti
- Somogyjád
- Somogysárd
- Somogyszil
- Szabadi
- Szentbalázs
- Szentgáloskér
- Taszár
- Újvárfalva
- Várda
- Zimány
- Zselickislak
- Zselicszentpál